# 16000 Neilgehrels
16000 Neilgehrels è un asteroide della fascia principale. Scoperto nel 1999, presenta un'orbita caratterizzata da un semiasse maggiore pari a 2,4017093 UA e da un'eccentricità di 0,1689590, inclinata di 2,18781° rispetto all'eclittica.